# Stade olympique Pascual-Guerrero
 (mars 2025).
Si vous disposez d'ouvrages ou d'articles de référence ou si vous connaissez des sites web de qualité traitant du thème abordé ici, merci de compléter l'article en donnant les références utiles à sa vérifiabilité et en les liant à la section « Notes et références ».
L'Estadio Olimpico Pascual Guerrero est un stade de football basé à Cali, en Colombie. L'enceinte d'une capacité de 45 625 places accueille les matchs de l'America de Cali, de l'Atlético Fútbol Club et du Boca Juniors de Cali. Le Deportivo Cali l'utilise jusqu'en 2014.
La cérémonie d'ouverture des Jeux mondiaux y est organisée en juillet 2013. S'y déroulent les Championnats du monde d'athlétisme jeunesse 2015 et plusieurs finales de Copa Libertadores.